# Vlag van Frans-Guyana
Frans-Guyana heeft geen officiële vlag. Officieel gebruikt men de nationale vlag van Frankrijk. Er is echter wel een eigen onofficiële vlag in gebruik. Deze bestaat uit een wit veld met daarop het logo van de regio. Dit logo toont de omtrek van het grondgebied in groen, vier pijlen in rood, blauw, goud en zwart, en het motto Collectivité Territoriale de Guyane ("Territoriale Collectiviteit van Frans-Guyana"), verwijzend naar de territoriale collectiviteit die nu verantwoordelijk is voor zowel de regionale als de departementale overheid.
Het vorige logo toont een gele ster in een blauw veld (dat de lucht symboliseert), boven een oranje figuur in een geel bootje dat voor een groene achtergrond en op twee oranje golven afgebeeld is. Boven het logo staat GUYANE, eronder LA REGION.
|  |  |

## Onofficiële vlag
Op 29 januari 2010 is door de departementale raad van Frans-Guyana de geel-groene vlag aangenomen als officiële vlag voor Frans-Guyana. De vlag is diagonaal verdeeld met groen in de bovenste vlag en geel in de onderste vlag en heeft een rode vijfpuntige ster in het midden. Groen staat voor de bossen, geel voor goud en andere mineralen uit de regio en de rode ster voor het socialisme. Deze werd oorspronkelijk ontworpen in de jaren 1960 en aangenomen door de lokale vakbond Union des travailleurs guyanais in 1967. De vlag werd echter niet erkend door de hogere regionale raad.
Door de Franse regering is tegen de beslissing geprotesteerd, en is gesteld dat een departement alleen de Franse vlag mag voeren. In 2015 is de beslissing teruggedraaid, en is alleen de Franse vlag een officiële vlag.
Deze beslissing geldt niet voor sportorganisaties of organisaties die niet tot de overheid behoren. Door het Frans-Guyaans voetbalelftal wordt de geel-groene vlag gebruikt. De onafhankelijkheidsbeweging maakt ook gebruik van de Onofficiële vlag.